# Rejon rachowski
Rejon rachowski – jednostka administracyjna w składzie obwodu zakarpackiego Ukrainy.
Utworzony w 1945. Ma powierzchnię 1892 km² i liczy około 91 tysięcy mieszkańców. Siedzibą władz rejonu jest Rachów.
Na terenie rejonu znajduje się 1 miejska rada, 3 osiedlowe rady i 17 silskich rad, obejmujących w sumie 28 miejscowości.

## Miejscowości rejonu
- Biła Cerkwa (Біла Церква)
- Biłyn (Білин)
- Bohdan (Богдан)
- Breboja (Бребоя)
- Boczków Wielki (Великий Бичків)
- Czorna Tysa (Чорна Тиса)
- Diłowe (Ділове)
- Dobrik (Добрік)
- Howerla (Говерла)
- Chmeliw (Хмелів)
- Jasina (Ясіня)
- Kobyłecka Polana (Кобилецька Поляна)
- Kwasy (Кваси)
- Kosiwśka Polana (Косівська Поляна)
- Kostyliwka (Костилівка)
- Kruhłyj (Круглий)
- Łazeszczyna (Лазещина)
- Łuh (Луг)
- Łuhy (Луги)
- Płajuć (Плаюць)
- Roztoky (Розтоки)
- Rosiszka (Росішка)
- Rachów (Рахів)
- Serednie Wodiane (Середнє Водяне)
- Sitnyj (Сітний)
- Stebnyj (Стебний)
- Strymba (Стримба)
- Trostianeć (Тростянець)
- Werchnie Wodiane (Верхнє Водяне)
- Wydryczka (Видричка)
- Wilhowatyj (Вільховатий)
- Wodycia (Водиця)

## Pamiątki przyrody
- Menczuł Kwasiwśkyj (Менчул Квасівський)

## Galeria

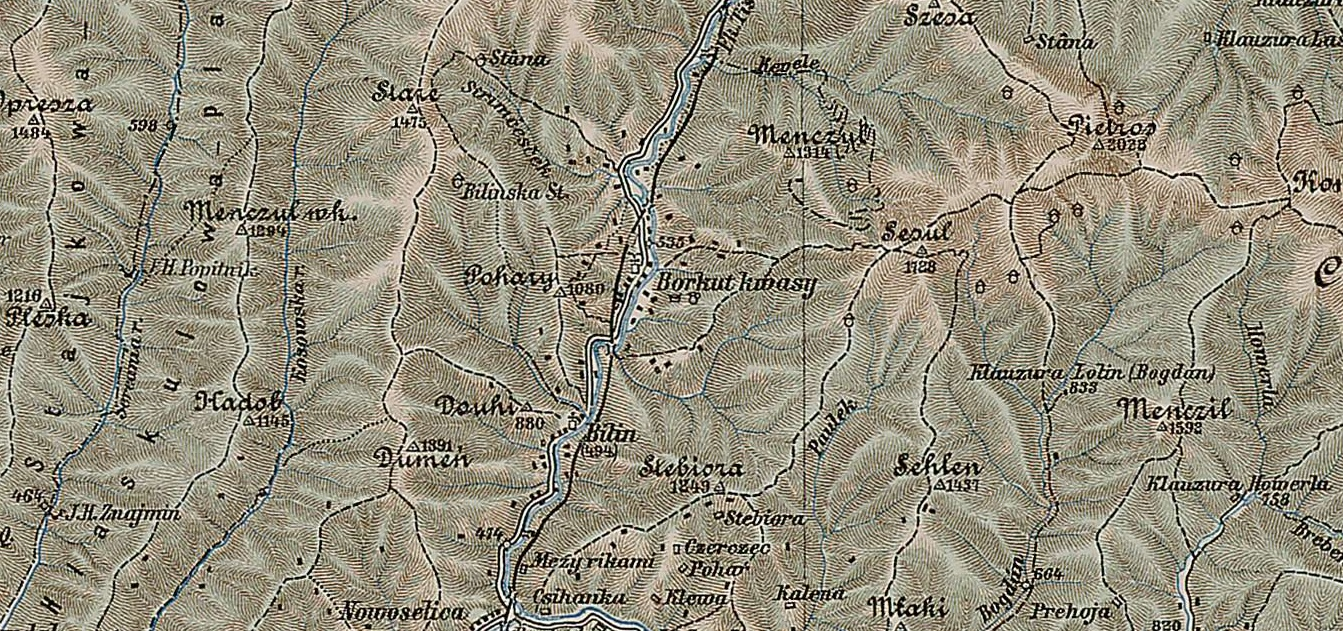
Fragment mapy obszaru